# Anaspidoglanis
Anaspidoglanis is een geslacht van straalvinnige vissen uit de familie van de stekelmeervallen (Claroteidae).

## Soorten
- Anaspidoglanis akiri (Risch, 1987)
- Anaspidoglanis boutchangai (Thys van den Audenaerde, 1965)
- Anaspidoglanis macrostomus (Pellegrin, 1909)